# Итажаи
Итажаи (порт. Itajaí) — город и муниципалитет в Бразилии, входит в штат Санта-Катарина. Составная часть мезорегиона Вали-ду-Итажаи. Входит в экономико-статистический микрорегион Итажаи. Муниципалитет занимает площадь 289 км². Является центром городской агломерации Фос-ду-Риу-Итажаи.

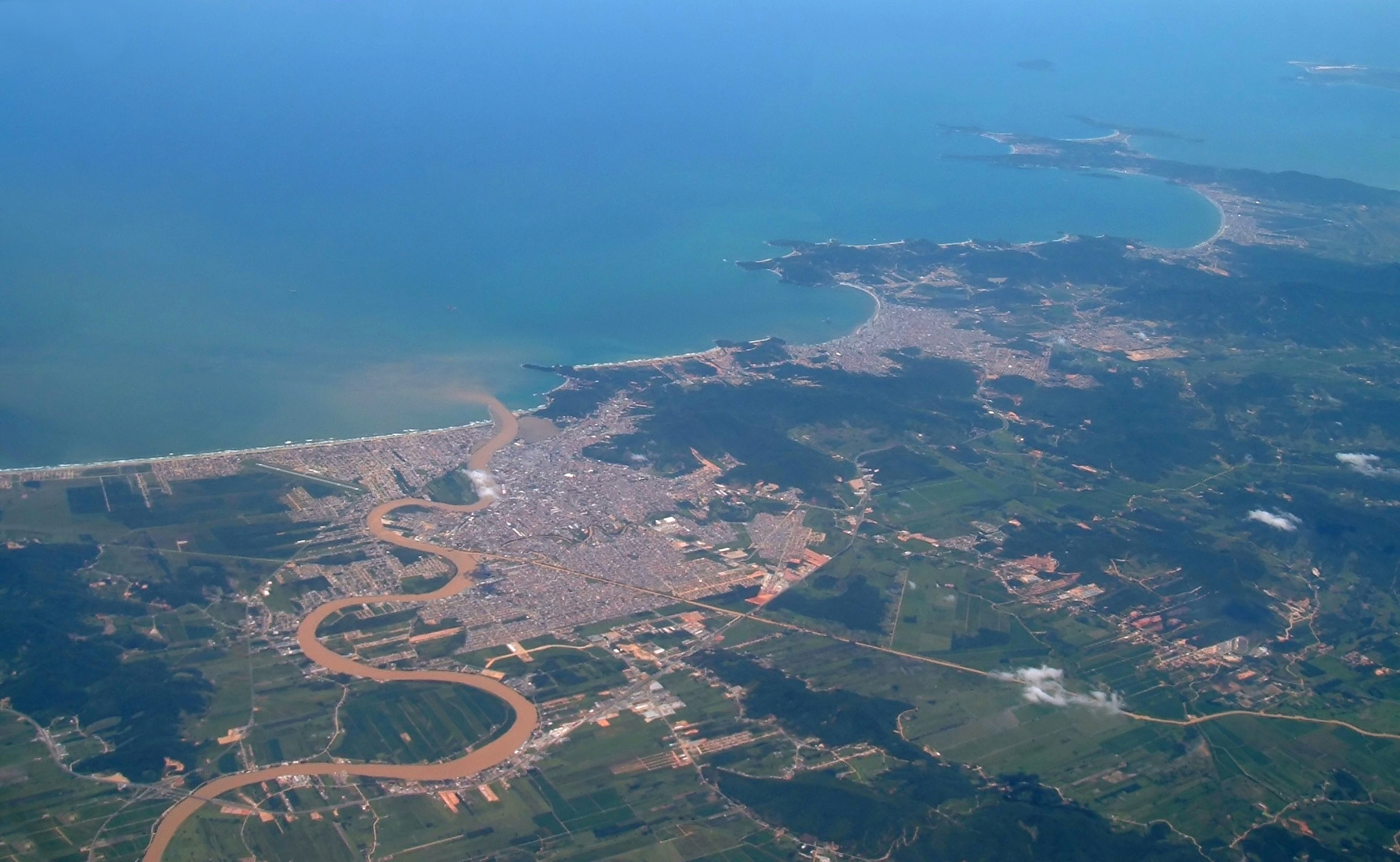
Вид с высоты птичьего полёта на город Итажаи и его окрестности, включая судоходную реку.

В городе Итажаи, центре муниципалитета Итажаи, на имеющей выход в Атлантический океан реке расположен морской порт Итажаи. В городе также расположены штаб-квартира крупнейшего рыбного порта Бразилии и крупнейший частный университет в стране, университет Вале ду Итажаи (порт. Vale do Itajai).

## История
В 1750 году португальские колонисты, прибывающие с Мадейры и Азорских островов, поселились в этом регионе. В 1823 году здесь образовалась деревня и 31 марта 1833 года возник округ.
Город основан 15 июня 1860 года.
Колонизация Европейского происхождения в Итажаи началась в 1658 году. В конце девятнадцатого века в город прибыло большое количество немецких переселенцев и итальянских иммигрантов.
В муниципалитете Итажаи довольно часто происходили большие наводнения. В 1880 и 1911 году зарегистрированы значительные наводнения в Итажаи, но самые известные наводнения произошли в 1983 году и 1984 году. 22 ноября 2008 года было самое катастрофическое до сих пор наводнение (объяло более девяноста процентов территории муниципалитета). 9 сентября 2011 года снова воды рек Итажаи-Ашу и Итажаи-Мирин затопили город, заняв семьдесят процентов его территории.

## География
Муниципалитет Итажаи занимает площадь в 289 квадратных километров, включая четырнадцать процентов городской территории и восемьдесят четыре процента сельских территорий или заповедников. Он расположен на северном побережье устья реки Итажаи-Aшу.
Муниципалитет Итажаи граничит с муниципалитетатми:
- Балнеариу-Камбориу
- Камбориу
- Бруски
- Гаспар
- Ильота
- Навегантис

Климат местности — субтропический. В соответствии с классификацией Кёппена климат относится к категории Cma.

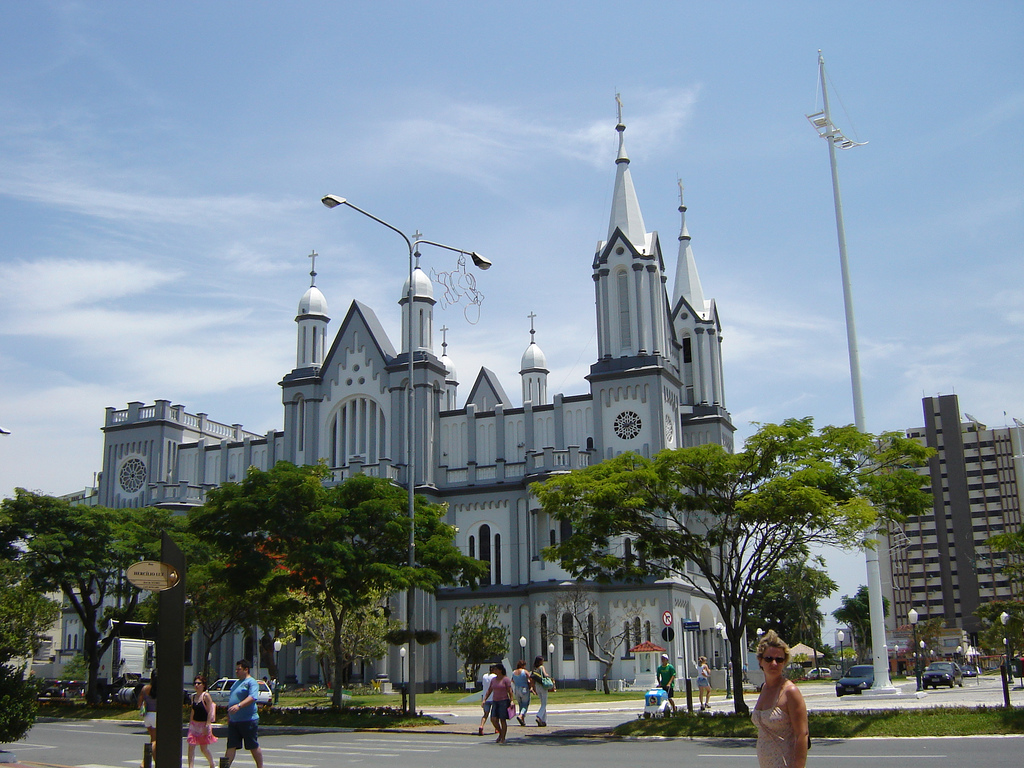
Собор.

## Статистика
- Валовой внутренний продукт на 2005 составляет 5.268.999 mil реалов (данные: Бразильский институт географии и статистики).
- Валовой внутренний продукт на душу населения на 2005 составляет 31.943,00 реалов (данные: Бразильский институт географии и статистики).
- Индекс развития человеческого потенциала на 2000 составляет 0,825 (данные: Программа развития ООН).

## Демография
Население составляет 163 218 человек на 2007 год. Плотность населения — 581,1 чел./км².
Большинство населения составляют (по убыванию) жители немецкого, итальянского и азорского происхождения. Смесь немецких, итальянских и португальских культур является важной вехой города, хотя есть преобладание азорского влияния.

### Религия
Преобладающими религиями в муниципалитете являются Римско-Католическая (примерно 61 % населения) и Евангелическая (примерно 28 % населения). Есть также практикующие другие религии, такие как спиритизм, умбанда, кандомбле и буддизм, но с меньшим представительством.

## Достопримечательности
- Марежада — праздник португализации (в признанную дату высадки первых португальцев на побережье Бразилии), кулинарии, фольклора и танцев. Марежада проводится ежегодно в октябре.
- Собор — красивая современная архитектура собора — привлекает внимание.

## Порт

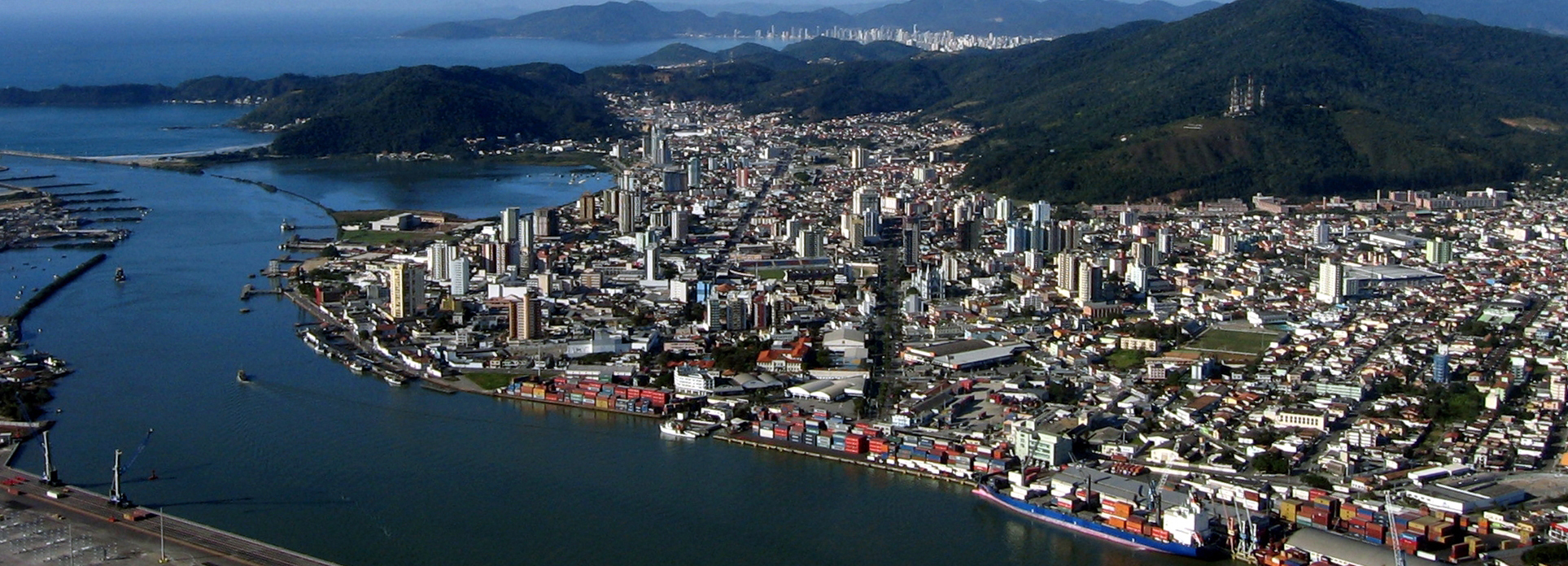
Порт Итажаи с высоты птичьего полёта

Порт Итажаи является главным портом Санта-Катарины и вторым по величине в Бразилии с точки зрения движения контейнеров.
Он служит главным портом для экспорта в регионе, и почти все производство штата Санта-Катарина движется через него.

## Города-побратимы
- Синьсян (кит. упр. 新乡, пиньинь Xīnxiāng), Китай
- Содегаура (яп. 袖ヶ浦市), Япония
- Виана-ду-Каштелу (порт. Viana do Castelo), Португалия
- Мелипилья (исп. Melipilla), Чили